# Мост-при-Братиславе (район Сенец)
Мост-при-Братиславе (словац. Most pri Bratislave, нем. Bruck an der Donaue, венг. Dunahidas) — деревня района Сенец, Братиславского края, в юго-западной Словакии.
Расположена в северо-западной части Житного острова на правом берегу реки Малый Дунай. Центр деревни находится на высоте 130 м над уровнем моря и расположен в 14 км от центра Братиславы и в 19 км от г. Сенец.
Население на 1 января 2021 года составляло 3913 человек. Кадастровая площадь — 19,01 км². Плотность — 203 чел./км².

## История
В VIII-м и IX-м веках на территории сегодняшней деревни было славянское поселение.
Впервые упоминается в 1283 году как Прук. После монгольского нашествия в 1241/1242 годах здесь поселились немецкие переселенцы из Вюртемберга. Между 1683 и 1720 годами сильно пострадала от турецких нашествий и восстаний. В первой половине XVIII века сюда прибыли переселенцы из австрийской Каринтии. В 1828 г. здесь насчитывалось 110 домов и 790 жителей.
До 1918 года входило в состав Венгерского королевства, после чего перешло к вновь образованной Чехословакии.
До 1945 года Брук был немецкой деревней. После Второй мировой войны немецкое население было вынуждено покинуть это место из-за Декретов Бенеша, а на их место были заселены словаки.

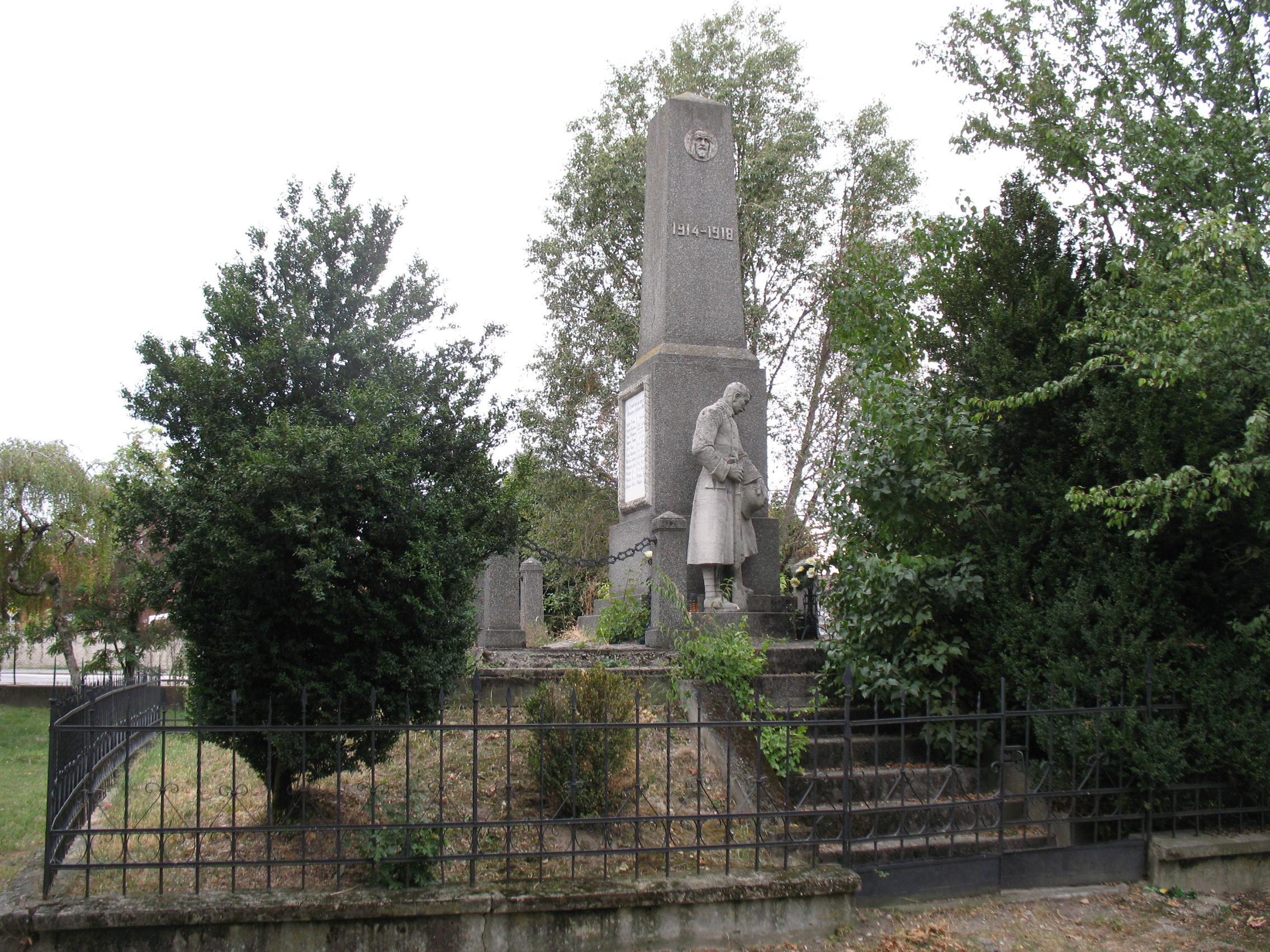
Памятник жертвам Первой мировой войны

## Население
| Год:                | 1994 | 2004    | 2014     | 2024     |
| ------------------- | ---- | ------- | -------- | -------- |
| Количество человек: | 1527 | 1594    | 2590     | 4533     |
| Разница:            |      | +4,38 % | +62,48 % | +75,01 % |

## Достопримечательности
- Римско-католическая церковь Святого Сердца с двумя башнями начала XIV века, первоначально готическая, реконструированная во второй половине XVI и XIX веков и расширенная в 1910 году. Интерьер оформлен в готическом стиле.
- Памятник жертвам Первой мировой войны